# Operazione Wilfred
L'operazione Wilfred è stata un'operazione navale britannica durante la seconda guerra mondiale che coinvolse il minamento del canale tra la Norvegia e le sue isole al largo per impedire il trasporto di minerale di ferro svedese attraverso acque norvegesi neutrali da utilizzare per sostenere lo sforzo bellico tedesco. Gli Alleati presumevano che Wilfred avrebbe provocato una risposta tedesca in Norvegia e prepararono un'operazione separata nota come Piano R 4 per occupare Narvik ed altri luoghi importanti.
L'8 aprile 1940 l'operazione venne in parte portata a termine, ma venne superata dagli eventi a seguito dell'invasione tedesca della Norvegia e della Danimarca del giorno successivo (operazione Weserübung), che diede invece inizio alla campagna di Norvegia.

## Antefatti
Con lo scoppio della guerra il 3 settembre 1939, la Gran Bretagna e la Francia avviarono un blocco navale per indebolire la Germania, privandola delle importazioni vitali necessarie per sostenere il suo sforzo bellico. Una delle più importanti di queste era il minerale di ferro, necessario per fabbricare l'acciaio utilizzato per costruire navi, carri armati e aerei per le forze armate tedesche. La fonte primaria di quella merce era la Svezia neutrale, dalla cui consegna Winston Churchill, allora Primo lord dell'ammiragliato era intenzionato ad impedire di limitare la capacità di combattimento della Germania. Per fare ciò, sviluppò un piano per minare il corridoio norvegese, le rotte marittime riparate lungo la scoscesa costa occidentale della Norvegia utilizzate dalle navi tedesche per trasportare il minerale all'interno di acque neutrali fino ai loro porti di origine. In tal modo, Churchill sperava di forzare le navi minerarie in mare aperto, dove le navi di blocco del controllo del contrabbando avrebbero potuto affondarle o catturarle.
Gran Bretagna e Francia erano ansiose d'impedire un'acquisizione tedesca della Scandinavia, che avrebbe notevolmente ridotto l'efficacia del blocco ed assicurato forniture indefinite di minerale di ferro. Una tale mossa avrebbe anche fornito ai tedeschi molti più porti marittimi e basi da cui poter effettuare missioni di bombardamento e ricognizione sulla Gran Bretagna. Per evitare che ciò accadesse, gli Alleati considerarono la propria occupazione dei due paesi neutrali, ma alla fine il piano non ebbe successo.
Alla fine di marzo 1940, il piano per minare le acque norvegesi, che Churchill aveva esortato i suoi colleghi ad autorizzare ma che per una serie di motivi non era ancora stato realizzato, era stato collegato a un piano separato per inviare mine navali lungo il Reno a distruggere i ponti di barche, le chiatte e le navi tedesche più a valle. Quest'ultimo piano, noto come operazione Royal Marine, era visto dagli inglesi come un modo per contrattaccare per i gravi danni e la perdita di vite umane che i tedeschi avevano loro inflitto con l'uso della mina magnetica, ma i francesi pose il veto al piano per paura che avrebbe portato una più ampia ritorsione tedesca contro di loro.
Il 3 aprile, gli inglesi iniziarono a ricevere segnalazioni di un pesante accumulo di navi e soldati nei porti baltici tedeschi di Rostock, Stettino e Swinemunde. Si presumeva che facesse parte di una forza inviata per contrastare una mossa Alleata contro la Scandinavia (i tedeschi avevano una certa consapevolezza dei piani alleati come risultato della loro stessa intelligence) e così quel giorno gli inglesi presero la decisione di procedere con il minamento del percorso del minerale di ferro separatamente dall'operazione Royal Marine, fissando una data dell'8 aprile per l'attuazione da parte dell'Ammiragliato.
Prevedendo che l'operazione Wilfred avrebbe provocato una furiosa risposta nemica nonostante i preparativi già in corso nei loro porti baltici, venne ordinata un'iniziativa parallela, il Piano R4, per impedire gli sbarchi tedeschi inviando forti forze britanniche e francesi ad occupare i principali porti norvegesi di Narvik, Stavanger, Bergen e Trondheim prima di marciare verso la frontiera svedese e prendere il controllo dei siti minerari di ferro.
Poiché sembrava di portata relativamente minore e innocente, il piano fu chiamato Operazione Wilfred, in onore di un personaggio ingenuo nel fumetto Pip, Squeak and Wilfred del quotidiano Daily Mirror.

## L'operazione
Il 3 aprile, quattro incrociatori (HMS Berwick, York, Devonshire e Glasgow) salparono per Rosyth per imbarcare unità del Royal Lincolnshire Regiment, truppe che sarebbero state trasportate in Norvegia come parte del Piano R4 se ritenuto necessario. Ulteriori truppe s'imbarcarono sulle navi da trasporto nel Clyde con altre truppe, tenute pronte fino alle indicazioni delle intenzioni tedesche giustificavano l'invio in Norvegia.
Il 5 aprile una grande forza di navi da guerra, scortata dall'incrociatore da battaglia HMS Renown e dall'incrociatore HMS Birmingham e comprendente elementi sia dell'operazione Wilfred che il Piano R4 partirono dalla principale base navale britannica a Scapa Flow e navigarono verso la costa norvegese. Il piano era di creare due campi minati. Il primo doveva trovarsi appena sotto le Isole Lofoten alla foce del Vestfjorden, il canale che conduceva direttamente al porto di Narvik a cui il minerale di ferro veniva spedito (operazione WV). Il secondo doveva trovarsi a circa tre quarti della costa occidentale norvegese, immediatamente adiacente alla penisola di Stadtlandet, su una linea di latitudine all'incirca a metà strada tra le Fær Øer e l'Islanda (operazione WS). Come diversivo, la posa di un terzo campo minato verrebbe simulata appena fuori dal promontorio di Bud, a sud di Kristiansund (operazione WB). Il 7 aprile le forze si divisero, una per proseguire verso Narvik, le altre per svolgere le operazioni a sud.
Alle navi britanniche venivano dati ordini in caso di coinvolgimento norvegese: se i norvegesi avessero spazzato via i campi minati, gli inglesi ne avrebbero posati di nuovi nelle vicinanze. Se i norvegesi sfidavano le navi britanniche, queste dovevano informarle che erano lì per proteggere le navi mercantili. Gli inglesi si sarebbero quindi ritirati, lasciando i norvegesi a presidiare l'area. Le navi assegnate alle singole operazioni furono le seguenti:
Force WV (bocca di Vestfjord)

Vestfjorden, con le Lofoten a ovest e la terraferma a est

- Renown – Incrociatore da battaglia di classe Renown
- Glowworm – Cacciatorpediniere di classe "G"
- Greyhound – Cacciatorpediniere di classe "G"
- Impulsive – cacciatorpediniere posamine
- Esk – cacciatorpediniere posamine
- Icarus – cacciatorpediniere posamine
- Ivanhoe – cacciatorpediniere posamine
- Hardy – cacciatorpediniere di scorta
- Havock – cacciatorpediniere di scorta
- Hotspur – cacciatorpediniere di scorta
- Hunter – cacciatorpediniere di scorta

Force WB – (promontorio di Bud)
- Birmingham – incrociatore leggero di classe Town
- Hyperion – Cacciatorpediniere posamine di classe "H". Inizialmente parte della schermaglia di scorta della Renown
- Hero – Cacciatorpediniere posamine di classe "H". Inizialmente parte della schermaglia di scorta della Renown

Force WS (al largo di Stadtlandet)
- Teviot Bank – posamine ausiliario da 5.087 tonnellate
- Inglefield – Leader dei cacciatorpediniere posamine di classe "I"
- Imogen – Cacciatorpediniere posamine di classe "I"
- Ilex – Cacciatorpediniere posamine di classe "I"
- Isis – Cacciatorpediniere posamine di classe "I"

Alla fine, venne effettivamente posato un solo campo minato. Mentre la Force WS salpava verso la sua destinazione il 7 aprile, le navi tedesche vennero avvistate nella baia di Helgoland durante il passaggio verso la Norvegia e il deposito di mine al largo di Stadtlandet venne annullato. All'inizio del giorno successivo, l'8 aprile, giorno designato per lo svolgimento del minamento, la Gran Bretagna informò le autorità norvegesi della sua intenzione di deporre le mine all'interno delle loro acque territoriali. Subito dopo, la Force WB simulò il deposito di mine al largo del promontorio di Bud utilizzando fusti di petrolio e pattugliò l'area per "avvertire" la navigazione del pericolo. La Force WV svolse debitamente il suo compito e pose il campo minato alla foce del Vestfjord. Alle 05:15 di quella mattina, gli Alleati trasmisero al mondo un comunicato che giustificava la loro azione e definiva le aree del campo minato. Il governo norvegese lanciò una forte protesta e chiese la loro immediata rimozione, ma la flotta tedesca stava già avanzando lungo le loro coste. Poi, gli eventi si mossero così rapidamente che la questione dei campi minati divenne in gran parte irrilevante.
Più tardi quel giorno, una nave di minerale di ferro (la Rio de Janeiro, che salpava da Stettino, nel nord della Germania) venne affondata nello Skagerrak dal sottomarino polacco Orzeł. La nave trasportava truppe, cavalli e carri armati per l'invasione tedesca della Norvegia, parte dell'operazione Weserübung. Circa la metà dei 300 uomini a bordo morirono annegati, con i sopravvissuti che raccontarono agli equipaggi dei pescherecci norvegesi che li avevano prelevati che erano diretti a Bergen per difenderla dagli inglesi. Poche ore dopo vennero affondate anche altre due navi tedesche (la Posidonia e la Krete) nella stessa area.

## Conseguenze
L'operazione Wilfred era ora sostanzialmente completata e così le navi della Force WS meridionale e della Force WB si unirono alla Home Fleet per svolgere compiti di schermaglia, supporto militare e difesa del convoglio, come parte della risposta britannica generale alla mossa tedesca sulla Norvegia nota come operazione Rupert. La Force WV settentrionale venne immediatamente coinvolta nelle prime azioni del tentativo britannico di contrastare gli sbarchi tedeschi.
L'HMS Glowworm, che si era distaccato dalla forza principale il 6 aprile per cercare un uomo disperso in mare, incontrò l'incrociatore pesante tedesco Admiral Hipper ed eseguì un attacco di siluri. Dopo aver ricevuto fuoco di risposta e gravi danni, speronò l'Admiral Hipper e subito dopo affondò, con 111 uomini uccisi. Il suo comandante, il tenente comandante Gerard Broadmead Roope venne decorato con una Victoria Cross postuma. Nel frattempo, la Renown, che aveva dirottato per assistere la Glowworm, era in azione con le corazzate tedesche Scharnhorst e Gneisenau 80 mi (70 nmi; 130 km) a ovest delle Lofoten. Sebbene i danni fossero stati inflitti da entrambe le parti, i tedeschi non colsero l'occasione per affondare il più vecchio e lento incrociatore da battaglia britannico.
Nonostante le notizie di quelle azioni e le indicazioni da altre fonti, i norvegesi vennero ancora colti in gran parte impreparati per l'attacco all'inizio del giorno successivo. L'invasione vera e propria iniziò con gli sbarchi tedeschi di truppe nei principali insediamenti norvegesi di Stavanger, Oslo, Trondheim, Narvik e Bergen. Lo stesso giorno (9 aprile), l'Icarus affondò l'Europa, un altro trasporto di minerale di ferro tedesco che veniva utilizzato per trasportare uomini e attrezzature in Norvegia, e la 2nd Destroyer Flotilla, che aveva preso parte al minamento del Vestfjord, in seguito combatté con altre unità navali britanniche nelle 1ª battaglia di Narvik, affondando diverse navi da guerra tedesche. L'11 aprile, mentre erano ancora in corso furiose battaglie navali al largo delle coste norvegesi, Churchill fece un discorso alla Camera dei Comuni sulla situazione attuale e giustificò l'operazione Wilfred:
Si decise quindi finalmente di interrompere questo traffico e farlo uscire in mare aperto. Fu presa ogni precauzione per evitare il minimo pericolo per le navi neutrali o qualsiasi perdita di vite umane, anche per le navi mercantili nemiche, dai campi minati che furono posati e le navi di pattuglia britanniche furono effettivamente stazionate intorno a loro per avvertire tutte le navi di queste aree pericolose.
Il governo nazista ha cercato di far credere che la loro invasione della Norvegia e della Danimarca fosse una conseguenza della nostra azione di chiusura del corridoio norvegese. Tuttavia, si può indubbiamente dimostrare che non solo i loro preparativi erano stati fatti quasi un mese prima, ma che i loro effettivi movimenti di truppe e navi erano iniziati prima che i campi minati britannici e francesi fossero posti. Senza dubbio sospettavano che esse (le mine) sarebbero state posate. Doveva davvero sembrare loro incomprensibile che non fossero state deposte molto tempo prima. Hanno quindi deciso nell'ultima settimana di marzo di utilizzare il corridoio norvegese per inviare verso nord navi minerarie vuote piene di provviste militari e soldati nascosti sottocoperta, al fine di impadronirsi al momento opportuno dei vari porti della costa norvegese che ritenevano di avere valore militare.»
(Winston Churchill)
Le truppe britanniche e francesi sbarcarono a Narvik il 14 aprile per assistere i norvegesi, respingendo i tedeschi dalla città e quasi costringendoli alla resa. Nonostante ulteriori sbarchi alleati avvenuti tra il 18 e il 23 aprile, i norvegesi si arresero il 9 giugno 1940. Ironia della sorte, sebbene l'operazione Wilfred sia stata essenzialmente un fallimento, in quanto non impedì ai tedeschi di avere accesso al minerale di ferro, una volta che la Norvegia venne occupata dalla Germania, non era più territorio neutrale e quindi le navi e gli aerei britannici erano liberi di entrare nelle sue acque territoriali e di attaccare a volontà le navi tedesche.